# Campodorus commotus
Campodorus commotus är en stekelart som först beskrevs av Holmgren 1876.  Campodorus commotus ingår i släktet Campodorus och familjen brokparasitsteklar. Arten är reproducerande i Sverige. Inga underarter finns listade.